# Dicranoncus
Dicranoncus is een geslacht van kevers uit de familie van de loopkevers (Carabidae). De wetenschappelijke naam van het geslacht is voor het eerst geldig gepubliceerd in 1850 door Chaudoir.

## Soorten
Het geslacht Dicranoncus omvat de volgende soorten:
- Dicranoncus atripennis Louwerens, 1962
- Dicranoncus bicolor Andrewes, 1930
- Dicranoncus cinctipennis Chaudoir, 1878
- Dicranoncus discoideus (Jedlicka, 1935)
- Dicranoncus femoralis Chaudoir, 1850
- Dicranoncus ganodes Andrewes, 1936
- Dicranoncus nigriventris Louwerens, 1953
- Dicranoncus philippinensis Jedlicka, 1935
- Dicranoncus pocillator Bates, 1892
- Dicranoncus quadridens (Motschulsky, 1859)
- Dicranoncus queenslandicus (Sloane, 1903)
- Dicranoncus ravus Andrewes, 1936
- Dicranoncus vulpinus Andrewes, 1933